# František Xaver Kryštůfek
František Xaver Kryštůfek (28. října 1842, Humpolec – 25. ledna 1916, Praha) byl český římskokatolický kněz, probošt Kolegiátní kapituly Všech svatých na Hradě pražském a profesor církevních dějin na české teologické fakultě Univerzity Karlovy v Praze (od rozdělení fakulty na českou a německou v roce 1891). V akademickém roce 1893/1894 byl také rektorem Univerzity Karlovy. Je pohřben na pražském Vyšehradském hřbitově.

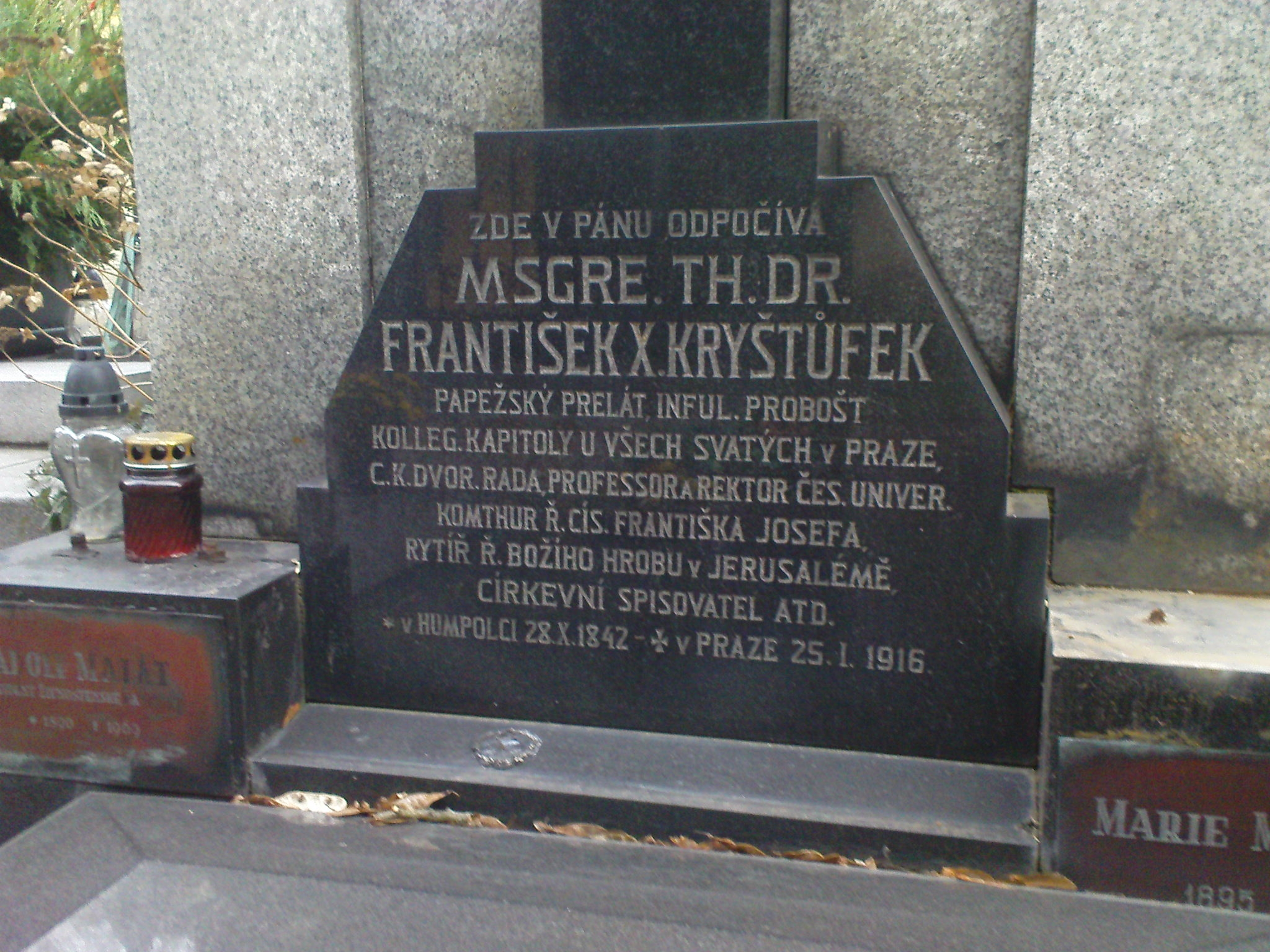
Náhrobek infulovaného probošta Františka X. Kryštůfka, Vyšehradský hřbitov

## Dílo
- Všeobecný církevní dějepis, 1883 (první díl), 1889 (druhý díl, svazek 1 a svazek 2), 1892 (třetí díl)
- Cesta a pouť do Egypta a sv. Země, kterou vykonal a popsal František Xav. Kryštůfek, 1886
- Čechy nenáležely nikdy diecésí k Řeznu, 1897
- Zřízení pražského arcibiskupství, 1898
- Dějiny církve katolické ve státech rakousko-uherských s obzvláštním zřetelem k zemím koruny české od doby slavného panování císařovny Marie Terezie až do času J. V. císaře a krále Františka Josefa, 1898 (první díl), 1899 (druhý díl)
- Protestantství v Čechách až do bitvy Bělohorské, 1906. Dostupné online.
- Rozluka církve a státu ve Francii, 1911. Dostupné online.
- Rozluka církve a státu ve Spojených státech severoamerických, v Brasilii, v Genevě a v Irsku, 1913
- Hus a jeho ochranný list, 1913. Dostupné online.

Byl autorem několika hesel v Ottově slovníku naučném.